# Veleno (альбом Мины)
Veleno — пятьдесят девятый студийный альбом итальянской певицы Мины, выпущенный в 2002 году на лейбле PDU.

## Об альбоме
C данным альбомом певица возвращается к исполнению оригинальных композиций (две предыдущие работы представляли собой кавер-альбомы). На пластинке представлено одиннадцать новых песен, а также кавер-версия «Notturno delle tre» Ивано Фоссати, голос которого также можно услышать на записи.
В итальянском чарте альбом дебютировал на второй строчке, уступив L’eccezione Кармен Консоли, всего же альбом пробыл в чарте 14 недель, в годовом рейтинге альбом занял 32-ю позицию. Он также смог попасть в сводный европейский чарт European Top 100 Albums на 47-е место. На родине альбом стал дважды платиновым.

## Список композиций
| №                   | Название                 | Автор(ы)                                          | Длительность |
| ------------------- | ------------------------ | ------------------------------------------------- | ------------ |
| 1.                  | «Succhiando l’uva»       | Дзуккеро Форначари, Маттео Садджезе, Мино Вернайи | 4:09         |
| 2.                  | «Certe cose si fanno»    | Джанфранко Фазано, Бруно Лауци                    | 3:58         |
| 3.                  | «D’amore non scrivo più» | Мауро Санторо                                     | 3:59         |
| 4.                  | «Il pazzo»               | Джанкарло Бигацци                                 | 4:07         |
| 5.                  | «La seconda da sinistra» | Даниеле Сильвестри                                | 4:32         |
| 6.                  | «Che fatica»             | Маурицио Фабрицио, Ренато Дзеро                   | 4:35         |
| 7.                  | «Notturno delle tre»     | Ивано Фоссати                                     | 4:23         |
| 8.                  | «Hai vinto tu»           | Массимо Феделе                                    | 2:35         |
| 9.                  | «In percentuale»         | Самуэле Берсани                                   | 4:24         |
| 10.                 | «Solo un attimo»         | Джулия Фазолино                                   | 4:25         |
| 11.                 | «Mente»                  | Самуэле Керри, Джанни Феррио                      | 4:15         |
| 12.                 | «Ecco il domani»         | Андреа Палинати                                   | 3:31         |
| Общая длительность: | Общая длительность:      | Общая длительность:                               | 49:04        |

## Чарты

### Еженедельные чарты
| Чарт (2002)               | Высшая позиция |
| ------------------------- | -------------- |
| Европа (Music & Media)    | 47             |
| Италия (Classifica album) | 2              |

### Годовые чарты
| Чарт (2002)   | Позиция |
| ------------- | ------- |
| Италия (FIMI) | 32      |

## Сертификации и продажи
| Регион                                                       | Сертификация  | Продажи  |
| ------------------------------------------------------------ | ------------- | -------- |
| Италия (FIMI)                                                | 2× Платиновый | 160 000* |
| * Данные о продажах приведены только на основе сертификации. |               |          |